# Albert Legault
Pour les articles homonymes, voir Legault.
Albert Legault, né le 7 juin 1938 et mort le 18 septembre 2022, est un chercheur et professeur québécois.
Il est un chercheur renommé dans le domaine des études stratégiques. Il se spécialise dans le maintien de la paix, il a publié plusieurs ouvrages sur les thèmes de la dissuasion nucléaire dans le monde et du désarmement.
Il est professeur retraité de l'UQAM.

## Distinctions
- 1977 - Membre de la Société royale du Canada
- 1994 - Prix Marcel-Vincent
- 1995 - Médaille Innis-Gérin
- 2000 - Membre de l'Ordre du Canada